# Strigocuscus pelengensis
Strigocuscus pelengensis är en pungdjursart som först beskrevs av George Henry Hamilton Tate 1945. Strigocuscus pelengensis ingår i släktet Strigocuscus och familjen klätterpungdjur. IUCN kategoriserar arten globalt som livskraftig.
Pungdjuret förekommer på två mindre öar öster om Sulawesi, Peleng och Taliabu. Arten vistas där i regnskogar och människans trädgårdar. Honor har en unge per kull.

## Underarter
Arten delas in i följande underarter:
- S. p. mendeni
- S. p. pelengensis